# Haliclona tyroeis
Haliclona tyroeis är en svampdjursart som först beskrevs av de Laubenfels 1954.  Haliclona tyroeis ingår i släktet Haliclona och familjen Chalinidae.
Artens utbredningsområde är Palau. Inga underarter finns listade i Catalogue of Life.